# Лидија Скобликова
Лидија Скобликова (енгл. Lidiya Skoblikova; Златоуст, 8. март 1939) је руска клизачица брзог клизања. Представљала је Совјетски Савез на зимским олимпијским играма 1960, 1964. и 1968. године и освојила укупно шест златних медаља, што је рекорд за брзо клизање. Такође, освојила је двадесет пет златних медаља на светским првенствима и петнаест златних медаља на државном првенству. Била је прва клизачица која је освојила шест златних медаља на зимској олимпијади и прва која је освојила четири златне медаље на Зимским олимпијским играма. Била је најуспешнија атлетичарка на Зимским олимпијским играма 1960. и 1964. године.

## Каријера
Рођена је у Златоусту, Совјетском Савезу, око 160 километра западно од Чељабинска. Тренирала је у Буревестнику, а касније и у Локомотиви. Са деветнаест година, 1959, квалификовала се за совјетски тим и пласирала се на треће место на државним првенствима. Поновила је тај наступ на светским првенствима, освојивши две медаље. Следеће сезоне била је близу светској титули након што је освојила 500 метара и заузела друго место на 1500 метара, али је пала на 1000 метара. Освојивши 3000 метара, поново је заузела треће место. У првој трци, на 1500 метара, оборила је светски рекорд и освојила златну медаљу. Након што је пропустила другу медаљу на 1000 метара (четврто место), приближила се светском рекорду на 3000 метара, пропустивши га за само пола секунде, али то је било довољно за њену другу златну медаљу.
Следећих година се борила да постане светска шампионка. Године 1961. трећи пут заредом освојила је бронзу, а затим сребрну медаљу 1962. Године 1963. успела је да освоји титулу. У Каруизави, освојила је сва четири трке, постављајући нови светски рекорд на 1000 метара.
На Зимским олимпијским игра 1964. квалификовала се на све четири категорије и успела је да их победи и тако је постала прва зимска олимпијка која је освојила четири појединачне златне медаље. Овај рекорд постигао је само Ерик Хајден који је 1980. године победио у пет категорија брзог скијања. Две недеље након Олимпијских игара, Лидија је поновила свој наступ из Каруизаве и победила у све четири категорија на светском првенству.
Након пензионисања 1969. године, преселила се у Москву како би радила као тренер клизања у Локомотиви. Године 1973. започела је студије на академији за рад и социјалне односе. Дипломирала је педагогију 1979. године. Касније је докторирара историју и постала професор. До 1983. била је члан совјетског националног олимпијског комитета и добила је сребрни олимпијски орден од Хуана Антонија Самарана. Дванаест година била је председница руске федерације клизања, а деведесетих година била је главни тренер руског тима. Године 1996. примљена је у Међународну спортску дворану за жене, три године касније примила је орден за заслуге отаџбини, од Бориса Јељцина. Била је једна од шест особа, 7. фебруара 2014. године, које су држале олимпијску заставу током церемоније отварања.

## Породица
Рођена је у породици радничке класе и имала је три сестре и једног брата. Удала се за Александра Полозкова, који се професионално бави брзим ходањем и члан је репрезентације. Такође, био је њен тренер током одређеног периода каријере. Њихов син Георгије (рођен 14. марта 1965) јој је помагао као тренер репрезентације у брзом клизању 1990-их. Његова прва супруга Наталија Полозкова, такође, била је клизачица у брзом клизању и такмичила се на зимским олимпијским играма 1992, 1994. и 1998, док је његова друга супруга Тања освојила четири државне титуле.

## Резултати
| Број | Удаљеност   | Време  | Место     | Датум             |
| ---- | ----------- | ------ | --------- | ----------------- |
| 1    | 1500 метара | 2:25.2 | Скво Вали | 21. фебруар 1960. |
| 2    | 1000 метара | 1:31.8 | Каруизави | 22. фебруар 1963. |
| 3    | 3000 метара | 5:05.9 | Осло      | 15. јануар 1967.  |

| Удаљеност | Време  | Место     | Датум             |
| --------- | ------ | --------- | ----------------- |
| 1000 m    | 1:32.2 | Медео     | 5. фебруар 1963.  |
| 1000 m    | 1:31.8 | Каруизави | 22. фебруар 1963. |
| 1500 m    | 2:25.2 | Скво Вали | 20. фебруар 1960. |
| 3000 m    | 5:04.2 | Чељабинск | 12. јануар 1964.  |

| Удаљеност        | Време   | Место     | Датум               |
| ---------------- | ------- | --------- | ------------------- |
| 500 m            | 45.0    | Инзбрук   | 30. јануар 1964     |
| 1000 m           | 1:31.8  | Каруизави | 22. фебруар 1963    |
| 1500 m           | 2:21.8  | Медео     | 27. јануар 1962     |
| 3000 m           | 5:04.2  | Чељабинск | 12. јануар 1964     |
| Mini combination | 190.817 | Каруизави | 21/22. фебруар 1963 |

## Медаље
Представљајући Совјетски Савез:
- Зимске олимпијске игре:
  - Златна медаља — Зимске олимпијске игре 1960. — Скво Вали — 1500 метара
  - Златна медаља — Зимске олимпијске игре 1960. — Скво Вали — 3000 метара
  - Златна медаља — Зимске олимпијске игре 1964. — Инзбрук — 500 метара
  - Златна медаља — Зимске олимпијске игре 1964. — Инзбрук — 1000 метара
  - Златна медаља — Зимске олимпијске игре 1964. — Инзбрук — 1500 метара
  - Златна медаља — Зимске олимпијске игре 1964. — Инзбрук — 3000 метара
- Светско првенство:
  - Златна медаља — Светско првенство у брзом клизању за жене 1963. — Каруизави — Свестрано
  - Златна медаља — Светско првенство у брзом клизању за жене 1964. — Кристинехамн — Свестрано
  - Сребрна медаља — Светско првенство у брзом клизању за жене 1962. — Иматра — Свестрано
  - Бронзана медаља — Светско првенство у брзом клизању за жене 1959. — Свердловска област — Свестрано
  - Бронзана медаља — Светско првенство у брзом клизању за жене 1960. — Естерсунд — Свестрано
  - Бронзана медаља — Светско првенство у брзом клизању за жене 1961. — Тенсберг — Свестрано